# Стивенс, Джек (футболист)
Джек Сти́венс (англ. Jack Stephens; родился 27 января 1994) — английский футболист, защитник клуба «Саутгемптон».

## Клубная карьера
В 2005 году 11-летний Джек Стивенс начал выступать за молодёжную академию клуба «Плимут Аргайл». В 2009 году сыграл в Молочном кубке. В сентябре 2010 года начал тренироваться с основным составом клуба. 18 сентября 2010 года дебютировал в основном составе «Плимута» в матче против «Шеффилд Уэнсдей». Начал карьеру на позиции правого крайнего защитника, но также может сыграть и в центре обороны.
5 апреля 2011 года перешёл в «Саутгемптон» за 150 тысяч фунтов, подписав с клубом трёхлетний контракт. 7 января 2012 года Джек дебютировал за «святых» в матче Кубка Англии против «Ковентри Сити». Перед началом сезона 2012/13, в котором «Саутгемптон» вернулся в Премьер-лигу, Стивенс стал одним из четырёх игроков молодёжной академии клуба, переведённых в основной состав команды (наряду с Люком Шоу, Джеймсом Уорд-Проузом и Калумом Чеймберсом).
Дебют Стивенса в Премьер-лиге состоялся 2 января 2017 года в матче против «Эвертона», в котором он на 6-й минуте заменил получившего травму Седрика Суареша.
13 марта 2014 года Стивенс отправился в аренду в «Суиндон Таун» до 3 мая. 1 сентября того же года «Саутгемптон» вновь отправил Стивенса в аренду в Суиндон Таун до января 2015 года.
31 июля 2015 года Стивенс продлил свой контракт с «Саутгемптоном» до лета 2019 года, а затем отправился в сезонную аренду в клуб Чемпионшипа «Мидлсбро». 4 января 2016 года главный тренер «Саутгемптона» Рональд Куман отозвал Стивенса из аренды в связи с тем, что футболист получал недостаточно игровой практики. Куман заявил: «Он [почти] не играл там, поэтому зачем ему быть в аренде, если он не играет? Пусть лучше он вернётся».
1 февраля 2016 года Стивенс перешёл в клуб «Ковентри Сити» на правах аренды до окончания сезона. За время аренды в «Ковентри Сити» Стивенс сыграл 16 матчей.

## Карьера в сборной
Джек Стивенс выступал за юношеские и молодёжные сборные Англии разных возрастов (до 18, 19, 20 и 21 года).

## Статистика выступлений
| Клуб                   | Сезон            | Лига             | Лига | Лига | Кубок | Кубок | Кубок лиги | Кубок лиги | Прочие | Прочие | Итого | Итого |
| Клуб                   | Сезон            | Дивизион         | Игры | Голы | Игры  | Голы  | Игры       | Голы       | Игры   | Голы   | Игры  | Голы  |
| ---------------------- | ---------------- | ---------------- | ---- | ---- | ----- | ----- | ---------- | ---------- | ------ | ------ | ----- | ----- |
| Плимут Аргайл          | 2010/11          | Первая лига      | 5    | 0    | 0     | 0     | 0          | 0          | 1      | 0      | 6     | 0     |
| Плимут Аргайл          | Итого            | Итого            | 5    | 0    | 0     | 0     | 0          | 0          | 1      | 0      | 6     | 0     |
| Саутгемптон            | 2011/12          | Чемпионшип       | 0    | 0    | 1     | 0     | 0          | 0          | 0      | 0      | 1     | 0     |
| Саутгемптон            | 2012/13          | Премьер-лига     | 0    | 0    | 0     | 0     | 0          | 0          | 0      | 0      | 0     | 0     |
| Саутгемптон            | 2013/14          | Премьер-лига     | 0    | 0    | 0     | 0     | 0          | 0          | 0      | 0      | 0     | 0     |
| Саутгемптон            | 2014/15          | Премьер-лига     | 0    | 0    | 0     | 0     | 0          | 0          | 0      | 0      | 0     | 0     |
| Саутгемптон            | 2015/16          | Премьер-лига     | 0    | 0    | 0     | 0     | 0          | 0          | 0      | 0      | 0     | 0     |
| Саутгемптон            | 2016/17          | Премьер-лига     | 5    | 0    | 3     | 0     | 2          | 0          | 0      | 0      | 10    | 0     |
| Саутгемптон            | Итого            | Итого            | 5    | 0    | 4     | 0     | 2          | 0          | 0      | 0      | 11    | 0     |
| Суиндон Таун (аренда)  | 2013/14          | Первая лига      | 10   | 0    | 0     | 0     | 0          | 0          | 0      | 0      | 10    | 0     |
| Суиндон Таун (аренда)  | 2014/15          | Первая лига      | 37   | 1    | 1     | 0     | 0          | 0          | 3      | 0      | 41    | 1     |
| Мидлсбро (аренда)      | 2015/16          | Чемпионшип       | 1    | 0    | 0     | 0     | 4          | 0          | 0      | 0      | 5     | 0     |
| Ковентри Сити (аренда) | 2016/17          | Первая лига      | 16   | 0    | 0     | 0     | 0          | 0          | 0      | 0      | 16    | 0     |
| Итого за карьеру       | Итого за карьеру | Итого за карьеру | 74   | 1    | 5     | 0     | 6          | 0          | 4      | 0      | 89    | 1     |

1. 1 2  Матчи в Трофее Футбольной лиги.
2. ↑  Матчи в плей-офф Футбольной лиги.